# Viaggio iniziatico

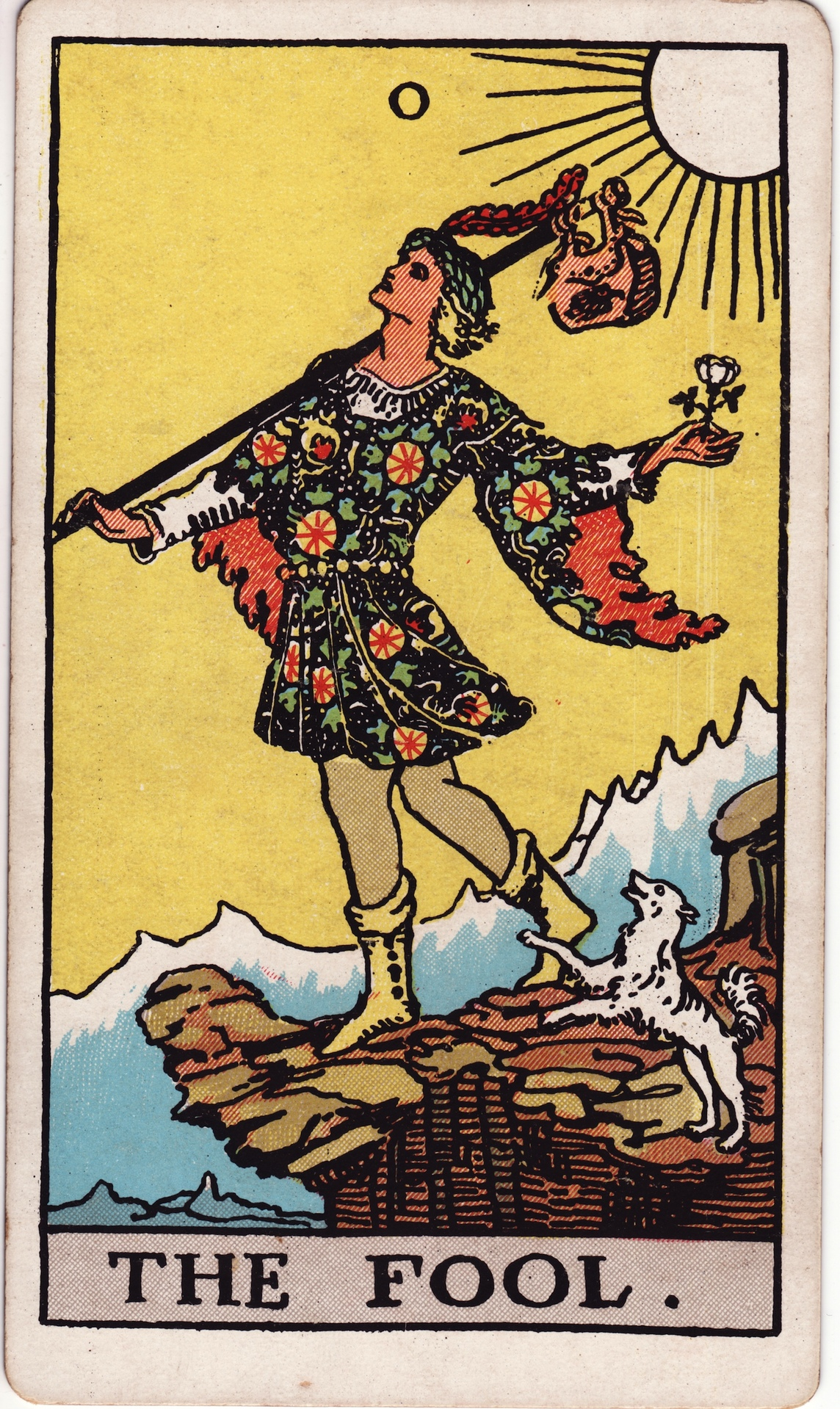
Il Matto, prima carta dei Tarocchi, emblema dell'immaturo che si appresta a compiere il suo lungo percorso attraverso il simbolismo degli Arcani maggiori.

Il tema del viaggio iniziatico, ricorrente nella letteratura e nell'esoterismo, già presente nelle culture arcaiche, consiste in un cammino o un percorso, anche simbolico, tramite il quale una persona immatura deve superare una o più prove iniziatiche per essere poi riconosciuto come adulto, dimostrando la dignità di venire ammesso nella società o in un contesto a lui precedentemente precluso. 
Affine al pellegrinaggio, esso consente infine la maturazione spirituale dell'apprendista, attraverso un processo di istruzione e di formazione generalmente assistito da una guida. Tale viaggio non è necessariamente di natura fisica ma anche metaforica, in quanto può essere un sogno, un'esperienza, la lettura di un libro, il passaggio attraverso una malattia, qualunque percorso di natura esistenziale capace di operare una trasmutazione interiore nel soggetto che lo compie.
Il concetto del viaggio e del cammino è del resto spesso accostato all'ambito della religione, dell'apprendimento e della crescita evolutiva.

## Il viaggio astrale

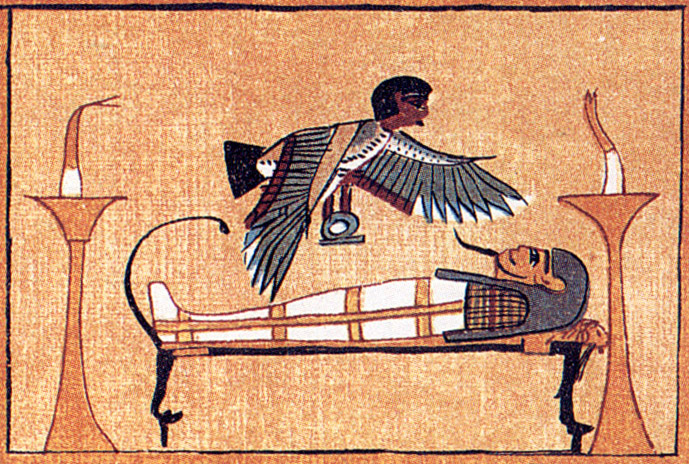
Il volo dell'anima in forma di uccello, rifacimento di un'illustrazione tratta dal Libro egiziano dei morti.

Questo significato di viaggio iniziatico era presente come concetto in quasi tutti i gruppi culturali, ma soprattutto nelle scuole misteriche, come quelle orfiche, eleusine o pitagoriche, quale via di approccio al sacro.
Scopo dell'iniziazione, almeno nei suddetti misteri antichi, consisteva in un viaggio extracorporeo della durata di circa tre giorni, durante i quali poter visitare i mondi spirituali per convincersi della loro esistenza, e diventare così consapevoli dell'immortalità dell'Io. Quest'esperienza avveniva in genere sotto lo stimolo di sostanze psicotrope, che consentivano una temporanea separazione degli involucri sottili, non solo dell'astrale ma anche di quello vitale, dal corpo fisico del discepolo, il quale si ritrovava in uno stato di trance profonda simile alla premorte.
Una volta ritornato nella dimensione terrena, egli aveva assorbito la sapienza trasmessagli dal sommo sacerdote, che si era impressa sul suo corpo vitale grazie alle funzioni mnemoniche di quest'ultimo. Il neo-iniziato, che a quel punto poteva dirsi «nato due volte», aveva acquisito la capacità di percepire la realtà sovrasensibile sottesa a quella ordinaria col ravvivamento dei poteri della chiaroveggenza, coi quali era arrivato a conoscere la propria essenza spirituale, sperimentando che la propria vita non sarebbe terminata con la morte fisica.
Al termine di questa trasformazione, spesso al nuovo adulto veniva cambiato anche il nome, a sottolineare l'assunzione di una personalità completamente diversa dalla precedente.

## Il viaggio sciamanico

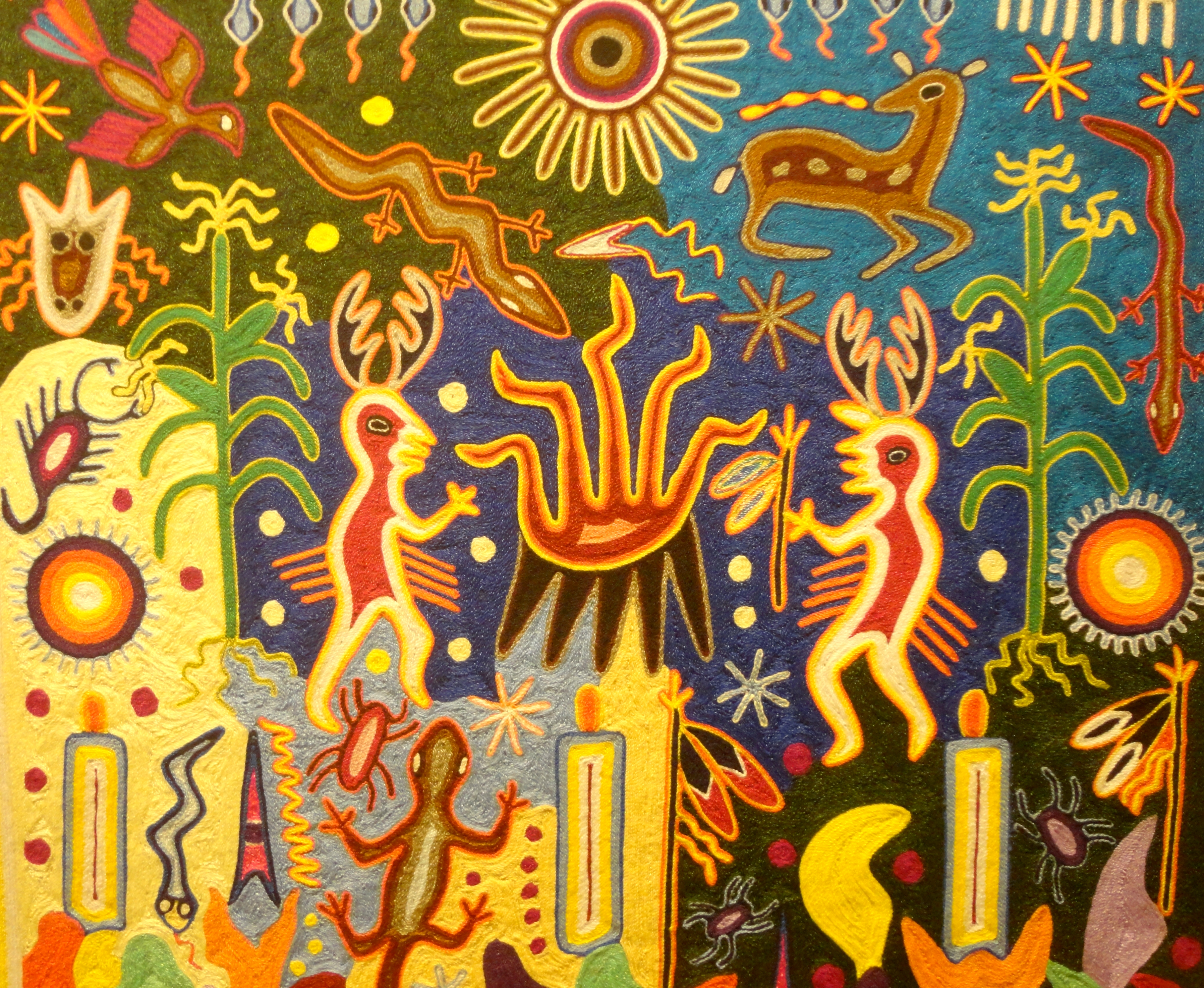
Dipinto di lana (nierika) del popolo Huicholes, che descrive in forma simbolica la comunicazione tra la dimensione umana e quella degli spiriti, visitata dallo sciamano durante la trance indotta dal peyote.

Analogamente, il viaggio compiuto dagli sciamani nelle tribù indigene consentiva loro di acquisire l'iniziazione ai mondi ultraterreni, diventando il tramite tra la realtà visibile e quella spirituale invisibile, da cui potevano riportare informazioni utili per la loro comunità, ad esempio tecniche di guarigione, divinazioni, previsioni meteorologiche, consigli di caccia o di coltivazione.
Durante questo viaggio negli stati alterati di coscienza lo sciamano poteva incontrare degli spiriti-guida o degli animali di potere, in grado di orientarlo nella realtà non ordinaria, anche per evitare che si smarrisse e non potesse più fare ritorno. Una volta ridestatosi nella consueta dimensione terrestre, poteva poi a sua volta prestare assistenza ad altri apprendisti in procinto di intraprendere tale rito iniziatico. Talora egli poteva anche andare a recuperare quella parte della loro anima andata perduta a seguito di eventi dannosi.
Tra le tecniche usate per indurre il viaggio nell'estasi si poteva ricorrere alla musica, alla danza, a parole di potere, ai sogni, all'ausilio di sostanze allucinogene, a pratiche rituali come il digiuno o le capanne sudatorie degli indiani d'America, ma soprattutto all'uso di tamburi che attraverso il ritmo erano in grado di generare una trance.. 
Nonostante la progressiva scomparsa dei riti iniziatici, sono sopravvissuti nell'odierna cultura popolare alcuni retaggi di questo genere di «viaggio»: in Italia, ad esempio, le danze come la tarantella o la pizzica erano usate per indurre stati di trance riconducibili al fenomeno del tarantismo. Nella Chiesa nativa americana sono ancora oggi praticati rituali del peyote, descritti ad esempio nei libri di Castaneda, capaci di provocare una sorta di viaggio astrale. Recentemente, il rinnovato interesse per la pratica del viaggio sciamanico è suscitato da svariati bisogni culturali, tra cui la capacità ad esso attribuita di rendere accessibile un potere od un'evoluzione personale.

## Nella letteratura

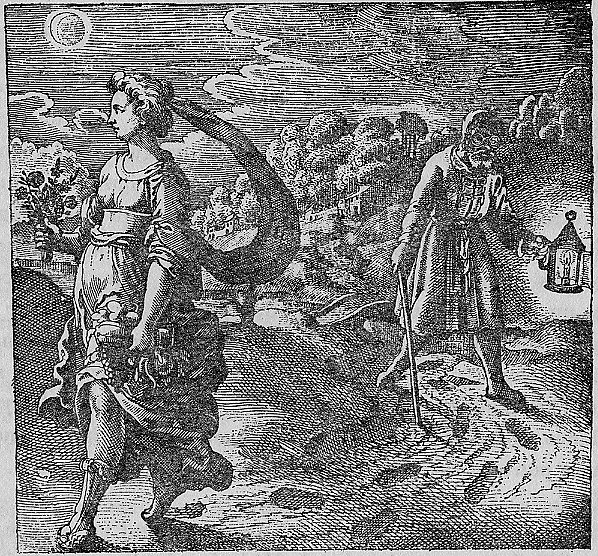
Emblema XLII dal trattato alchemico Atalanta fugiens di Michael Maier, il cui motto recita: «Nelle faccende della chimica ti sia guida la Natura, bastone la Ragione, occhiali l'Esperienza, e lampada la Lettura».

Anche la letteratura è stata spesso influenzata da temi esoterici come quello del viaggio iniziatico, di cui rievoca l'atmosfera e il simbolismo. La stessa Odissea, dalle origini antichissime, può essere considerata la prima ispiratrice. Altre opere classiche sono Le metamorfosi di Apuleio, o l'Hypnerotomachia Poliphili (1499). 
Soprattutto nelle fiabe poi si possono ritrovare spesso tutte le caratteristiche del viaggio iniziatico, per esempio in Pinocchio e Cappuccetto Rosso: un bosco, delle figure di aiuto ed altre ostacolanti, la capacità di distinguere il buono dal cattivo, tipica dell'adulto.
La trama ricorrente è quella dell'immaturo che deve uscire dal recinto paterno per attraversare un percorso che richiederà molto coraggio e forza di volontà, pur essendo sempre assistito dalle divinità. Non a caso il protagonista è alle volte un asino.

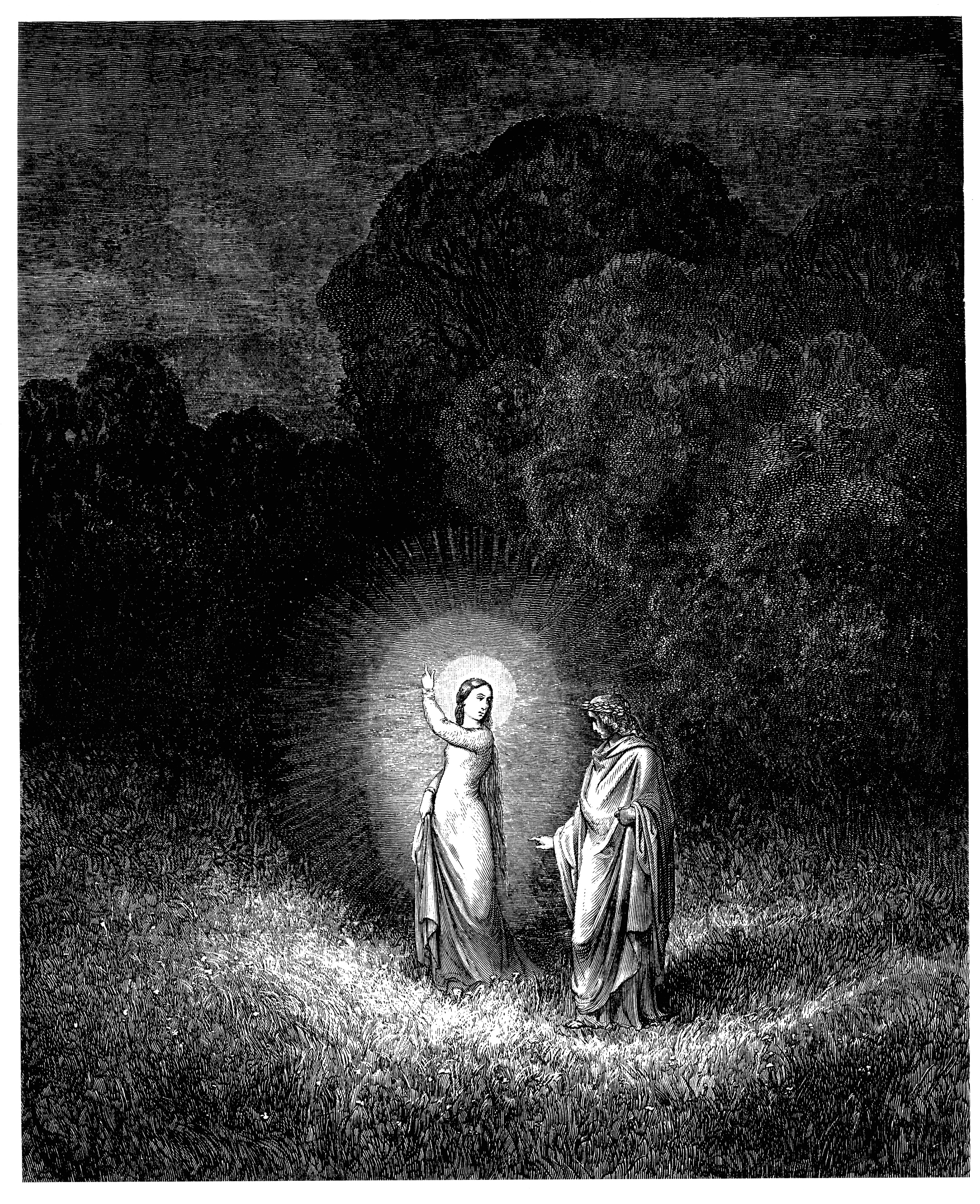
Illustrazione di Gustave Doré del verso dantesco «I' son Beatrice che ti faccio andare!» (Inferno, canto II, v. 70)

In certi casi sono proprio i genitori ad impedire ai propri figli il viaggio di iniziazione, tipico della madre è l'abbraccio mortale al figlio dove lei stessa non si propone più come mezzo ma come fine. Tipico del padre è invece l'incorporare a sé i figli per impedire una rivalità dal quale potrebbe venir schiacciato. In altri casi invece sarà proprio la figura della matrigna o del patrigno ad imporre all'immaturo la prova, lasciandoli in mezzo alla strada.
Obbiettivo del viaggio sarà la conquista della sposa o di un regno. Si incontreranno delle prove da superare, come per esempio il mostro che il più delle volte tiene imprigionata la sposa.
Un altro tipico esempio di viaggio iniziatico è la Divina Commedia di Dante, contraddistinta secondo René Guénon da tre elementi principali: la caverna (la «selva oscura»), il labirinto (i gironi infernali), e il pellegrinaggio in cui consiste il poema stesso, che incorpora anche la metafora della salita sulla montagna (il Purgatorio).
Il tema del viaggio iniziatico è presente anche nel Flauto magico di Mozart, opera di ispirazione massonica.
Altri esempi nella letteratura moderna sono i romanzi di Paulo Coelho, quali Il cammino di Santiago, resoconto del pellegrinaggio compiuto dall'autore stesso lungo l'omonimo cammino, e L'alchimista.